# Wyspy Wałaamskie
Wyspy Wałaamskie – archipelag na jeziorze Ładoga w Rosji. Składa się z ponad 50 wysp, z których największą jest Wałaam (28 km²), na której znajduje się Monastyr Wałaamski. Łączna powierzchnia archipelagu wynosi 38 km².
Z Wyspami Wałaamskimi związana jest funkcjonująca do dziś legenda miejska o tym że w roku 1946 lub 1947 wywieziono niepełnosprawnych weteranów wojennych z ulic miast Rosji i umieszczono ich na wyspach archipelagu.
Na Wyspach Wałaamskich znajduje się dacza Władimira Putina, jednak jej dokładna lokalizacja nie jest publicznie znana.